# Пальям

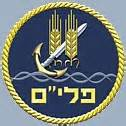
Эмблема Пальяма

Пальям (ивр. פלי"ם‎, сокращение от Плугат-ха-Ям, ивр. פלוגת הים‎, дословно: морская рота) — Военно-морские силы Пальмаха.
Пальям был создан в апреле 1945 года как десятая рота Пальмаха (плуга йуд), а та, в свою очередь образована из морского взвода Пальмаха. Первым командиром был Авраам Закай. Были приобретены продававшиеся как излишки военного имущества Корветы типа Flower HMCS Beauharnois (K540) (переименован в «Исайя Уэджвуд») и HMCS Norsyd (K520) (переименован в «Хагана»).
Кроме задач по охране еврейского ишува с моря, его деятельность была связана с сопровождению судов Алии Бет, есть перевозивших нелегальных иммигрантов — еврейских беженцев из Европы, несмотря на ограничение еврейской иммиграции в Палестину британскими властями.
В канун 1948 года, во время арабо-израильской войны, в Пальяме было около четырёхсот морских пехотинцев, восемьдесят из них были выпускниками школы морских офицеров возле Техниона, и семьдесят из них выпускниками командирских курсов в киббуце Сдот Ям.
Штаб-квартира Пальям находилась в кибуце Сдот-Ям, а подразделения и военные объекты в кибуцах Неве Ям, Маабарот, Гиват ха-Шлоша, Шфаим, Ягур.
С августа 1945 до мая 1948 года, примерно семьдесят пальямников доставили около 70 000 иммигрантов за 66 рейсов, из стран от Швеции до Алжира. Кроме того, они эскортировали суда, которые доставляли оружие во время войны.
После провозглашения независимости Израиля и создания Армии обороны Израиля бойцы Пальям вступили в состав ВМС Израиля. В результате большинство морских офицеров были ветеранами Пальям.
Пальямники, которые специализировались на морских диверсиях, сформировали Шайетет 13, — подразделение военно-морских коммандос.